# Campeonato Guianense de Futebol - Segunda Divisão de 2024-25
A Segunda Divisão de 2024-25 do Campeonato Guianense de Futebol é o torneio classificatório para a Primeira Divisão, conhecida como Liga de Elite.
A competição definirá os dois clubes promovidos para a temporada 2025 do campeonato nacional. Esta é a segunda edição consecutiva do torneio desde 2019, devido à paralisação do futebol nacional entre 2020 e 2022, por conta de pandemia de COVID-19.

## Participantes
As Ligas Regionais de 2024 determinaram os participantes do play-off da Segunda Divisão. O campeão de cada uma das 7 ligas, organizadas pelas associações regionais de futebol, classificou-se para o torneio.
Em adição, a equipe do Ann's Grove United (que foi o 9ª colocado na temporada 2024 da Elite League) participará da fase final.
| Time                     | Associação            |
| ------------------------ | --------------------- |
| Agricola Red Triangle FC | East Bank FA          |
| Ann's Grove United (R)   | GFF Elite League(N)   |
| Mahaica Determinators FC | East Demerara FA      |
| Mainstay Goldstar FC     | Essequibo-Pomeroon FA |
| Paradise Invaders FC     | Berbice FA            |
| Pele FC                  | Georgetown FA         |
| Potaro Strikers FC       | Bartica FA            |
| Uitvlugt Warriors FC     | West Demerara FA      |

(N) 9º colocado no Campeonato Guianense de Futebol de 2024.

## Primeira fase
Os jogos da primeira fase foram realizados entre os dias 11 e 12 de janeiro. A equipa do Mainstay Goldstar FC foi sorteada direto para a fase seguinte. Em negrito estão os times classificados.
| Equipe 1              | Resultado     | Equipe 2              |
| --------------------- | ------------- | --------------------- |
| Mahaica Determinators | 4:1 Relatório | Paradise Invaders     |
| Pele FC               | 1:0 Relatório | Agricola Red Triangle |
| Uitvlugt Warriors     | 1:2 Relatório | Potaro Strikers       |

## Fase final
|  | Semifinal                 | Semifinal         |   |  | Final                     | Final |  |
|  |                           |                   |   |  |                           |       |  |
|  | Providence, 15 de janeiro |                   |   |  |                           |       |  |
|  | Mahaica Determinators     | 2                 |   |  |                           |       |  |
|  | Pele FC                   | 1                 |   |  |                           |       |  |
|  |                           |                   |   |  |                           |       |  |
|  |                           |                   |   |  | Providence, 19 de janeiro |       |  |
|  |                           |                   |   |  | Mahaica Determinators     | 0     |  |
|  |                           | Mainstay Goldstar | 1 |  |                           |       |  |
|  |                           |                   |   |  |                           |       |  |
|  |                           |                   |   |  |                           |       |  |
|  |                           |                   |   |  |                           |       |  |
|  | Bartica, 15 de janeiro    |                   |   |  |                           |       |  |
|  | Potaro Strikers           | 0                 |   |  |                           |       |  |
|  | Mainstay Goldstar         | 1                 |   |  |                           |       |  |

### Semifinais
| 15 de janeiro de 2025 | Mahaica Determinators                 | 2 – 1     | Pele FC            | National Training Centre, Providence |
| 18:30 UTC-4           | Travon Adams 1' · Julius Hamilton 66' | Relatório | Akon de Santos 61' |                                      |

| 15 de janeiro de 2025 | Potaro Strikers | 0 – 1     | Mainstay Goldstar  | Bartica Community Ground |
| 20:30 UTC-4           |                 | Relatório | Randy de Jonge 27' |                          |

### Final
A partida final do torneio foi realizada em 19 de janeiro, em Providence, Guiana. O perdedor foi classificado para a repescagem.
| 19 de janeiro de 2025 | Mahaica Determinators | 0 – 1     | Mainstay Goldstar | National Training Centre, Providence |
| 18:30 UTC-4           |                       | Relatório | Rayeon John 7'    |                                      |

### Repescagem
| 22 de janeiro de 2025 | Ann's Grove United                                                                       | 4 – 1     | Mahaica Determinators | National Training Centre, Providence |
| 18:30 UTC-4           | Dellon Wright 23' · Jouhancey Francis 45+2' · Jaden Vangronigen 49' · Adam Gonsalves 62' | Relatório |                       |                                      |

## Premiação
| Campeonato Guianense de Futebol - Segunda Divisão de 2024-25 |
| Timor-Leste                                                  |
| ------------------------------------------------------------ |
| Mainstay Goldstar FC Campeão (1º título)                     |